# وكيل الخارج
وكيل الخارج هو منصب رسمي لوزير البحرية المكلف بالشؤون الخارجية لإيالة الجزائر في زمن الداي. هو أحد من الوزراء الخمسة في الحكومة الجزائرية في فترة الداي. هو مسؤول عن الشؤون البحرية والقوات البحرية للإيالة والعلاقات مع الدول الأجنبية والشؤون المتصلة بالأسلحة والذخيرة والتحصينات.